# Berend Jansema
Mr. ing. Berend Pieter Jansema (Wagenborgen, 24 januari 1943 – Maspalomas, Gran Canaria, 14 februari 2021 ) was een Nederlands politicus van de VVD.
Jansema begon zijn loopbaan in 1963 bij de Provinciale Waterstaat van Groningen als technisch ambtenaar. In 1967 werd hij projectleider weg- en waterbouwkunde bij Bos en Kalis in Papendrecht. Van 1970 tot 1974 werkte hij als technisch ambtenaar bij het waterschap Zuidplaspolder in Schieland, daarna was hij drie jaar coördinerend administrateur algemene zaken bij het Gemeentelijk Energie- en Vervoersbedrijf in Utrecht.
Van 1979 tot 1981 was Jansema wethouder van de gemeente Houten. Daarnaast was hij tot 15 maart 1981 ook beleidsmedewerker ruimtelijke ordening, openbare werken en volkshuisvesting bij de gemeente Utrecht.
Op 21 maart 1981 werd Jansema geïnstalleerd als burgemeester van de gemeenten Rossum en Heerewaarden.
Per 16 september 1989 werd Jansema benoemd tot burgemeester van de gemeente Harlingen. Hij speelde een belangrijke rol bij de komst van zoutfabriek Frisia Zout, dat heet nu ESCO.
Na een gemeentelijke herindeling werd Jansema per 1 januari 1998 benoemd tot burgemeester van de gemeente Coevorden. Om persoonlijk redenen wenste hij met ingang van 1 januari 2004 niet te worden herbenoemd als burgemeester van deze gemeente.